# Praia do Oiteiro
Vista da praia do oiteiro.
A Praia do Oiteiro é uma praia brasileira, localizada na cidade de Rio Tinto  no estado da Paraíba. A praia se destaca por possuir dunas, vegetação de restinga e uma área para camping. Na praia é possível encontrar grande presença de falésias, muitos coqueiros entre a vegetação de restinga, além de formação de lagos entre as belíssimas dunas de areia fofa branca.
 O mar aberto e as belas ondas da praia fazem da enseada um magnífico palco para campeonatos de surf.
| Oceano Atlântico                             |                               |                                            |
| precedida por: Praia de Campina ( Rio Tinto) | Praia do Oiteiro ( Rio Tinto) | sucedida por: Praia do Miriri ( Rio Tinto) |